# Agave pratensis
Agave pratensis ist eine Pflanzenart aus der Gattung der Agaven (Agave) in der Unterfamilie der Agavengewächse (Agavoideae). Das Artepitheton pratensis stammt aus dem Lateinischen, bedeutet so viel wie ‚Grünland‘ und verweist auf das bevorzugte Habitat der Art.

## Beschreibung
Agave pratensis bildet längliche Rhizome von mehr als 1,5 Zentimeter Länge und 1,1 bis 1,2 Zentimeter Breite. Ihre Wurzeln sind faserig. Die drei bis sechs aufrechten Laubblätter sind lanzettlich-linealisch. Ihre Spitze ist spitz und faserig. Die grüne, nicht gefleckte Blattspreite ist 17,3 bis 28 Zentimeter lang und 0,65 bis 1 Zentimeter breit. Die Blattränder weisen ein schmales weißes, knorpeliges Band auf, das fortlaufend winzig papillat ist, sich jedoch glatt anfühlt. Die Reste der Blattbasis bilden eine dichte Masse aus feinen steifen, hellbraunen Fasern. Sie sind 4,2 bis 8 Zentimeter lang.
Der „ährige“ Blütenstand erreicht eine Höhe von 60 bis 85 Zentimeter. Der dichte blütentragende Teil ist 5,4 bis 6,2 Zentimeter lang und trägt fünf bis neun sitzende Blüten. Der ellipsoide Fruchtknoten ist 7 bis 10 Millimeter lang. Die Perigonblätter sind dunkel (purpurfarben?). Die mit 3 bis 5 Millimetern sehr kurze Blütenröhre ist ohne Einschnürung mit dem Fruchtknoten verbunden. Ihre aufrechten Zipfel sind 2 bis 5 Millimeter lang. Der Griffel ist genauso lang wie die Blütenröhre. Die keulenförmigen Narben sind dreikantig. Die Blütezeit ist der August.
Die mehr oder weniger kugelförmigen Früchte sind 1 bis 1,3 (selten 0,9 bis 1,5) Zentimeter lang und 0,8 bis 1,2 Zentimeter breit. Sie enthalten Samen von 2 bis 3 Millimeter Länge und 3 bis 4 Millimeter Breite.

## Systematik und Verbreitung
Agave pratensis ist im mexikanischen Bundesstaat Nayarit auf kleinen grasigen Lichtungen entlang kleiner Bäche verbreitet. Die Art ist nur vom Typusfundort bekannt.
Die Erstbeschreibung durch Alwin Berger wurde 1915 veröffentlicht. Synonyme sind Manfreda rubescens Rose (1903) und Polianthes rubescens (Rose) Shinners (1966).
Die Art gehört in die Untergattung Manfreda und wird dort der Manfreda-Gruppe zugeordnet.

## Nachweise